# Пјано дела Фара (Пескара)
Пјано дела Фара (итал. Piano della Fara) је насеље у Италији у округу Пескара, региону Абруцо.
Према процени из 2011. у насељу је живело 196 становника. Насеље се налази на надморској висини од 106 м.